# Маковье (Гомельский район)
Маковье (бел. Ма́каўе) — деревня в Черетянском сельсовете Гомельского района Гомельской области Республики Беларусь.

## География

### Расположение
В 43 км на юго-восток от Гомеля, 9 км от железнодорожной станции Кравцовка (на линии Гомель — Чернигов).

### Гидрография
На реке Терюха (приток реки Сож).

## Транспортная сеть
Транспортные связи по местной, потом автодороге Тереховка — Гомель. Планировка состоит из прямолинейной улицы, ориентированной с юго-востока на северо-запад, к какой перпендикулярно присоединяются 2 улицы (с северо-востока и юго-запада). Застроена новая улица (105 кирпичных зданий коттеджного типа), где разместились переселенцы из загрязненных радиацией мест в результате аварии на Чернобыльской АЭС.

## История
По письменным источникам известна с конца XVIII века как село в Речицком повете Минского воеводства Великого княжества Литовского. Согласно привилегия короля Августа III от 5 марта 1762 года во владении Фащей.
После 1-го раздела Речи Посполитой (1772 год) в составе Российской империи. В 1848 году в Белицком уезде Могилёвской губернии. В 1862 году 1420 десятин земли, водяная мельница, сукновальня, питейный дом. В 1882 году работали кирпичный завод, ветряная мельница, хлебозапасный магазин. В результате пожара 4 мая 1893 года сгорело 76 дворов. Согласно переписи 1897 года располагалась лавка, в Макаровичской волости Гомельского уезда. В 1909 году 2663 десятин земли, школа (в 1907 году 62 ученика), мельница.
С 8 декабря 1926 года по 30 декабря 1927 года центр Маковского сельсовета Носовичского, с 4 августа 1927 года Тереховского районов Гомельского округа. В 1930 году организован колхоз «Просветитель», работали 3 ветряные мельницы, круподробилка, кузница. Во время Великой Отечественной войны в сентябре 1943 года каратели сожгли 177 дворов, убили 10 жителей. Освобождена 27 сентября 1943 года 110 жителей погибли на фронте. В 1959 году центр колхоза «Первомайский». Расположены начальная школа, клуб, библиотека, комплексный приёмный пункт бытового обслуживания населения, 3 магазина, столовая, баня, фельдшерско-акушерский пункт, отделение связи.

## Население

### Численность
- 2004 год — 193 хозяйства, 469 жителей

### Динамика
- 1848 год — 232 жителя
- 1882 год — 133 двора, 740 жителей
- 1897 год — 185 дворов, 1080 жителей (согласно переписи)
- 1909 год — 215 дворов, 1357 жителей
- 1940 год — 238 дворов
- 1959 год — 682 жителя (согласно переписи)
- 2004 год — 193 хозяйства, 469 жителей